# Jorge Luís Rocha de Paula
Jorge Luís Rocha de Paula, o Rocha (Rio de Janeiro, 28 de outubro de 1956 — Rio de Janeiro, 14 de setembro de 1995), foi um futebolista brasileiro que atuou como volante.

## Biografia
Jogando na posição de volante, foi revelado pelo Olaria, em 1978, atuando posteriormente por Campo Grande, Bahia, Botafogo-RJ, Palmeiras, XV de Piracicaba, Juventus-SP e Vila Nova-GO, além da Seleção Brasileira, quando foi convocado para um amistoso por Telê Santana contra a Bulgária, em Porto Alegre, em outubro de 1981. Ele entrou no lugar de Toninho Cerezo, na vitória brasileira por 3–0. Ainda atuou na Seleção Brasileira de Masters, comandada por Luciano do Valle.
Rocha esteve cotado para ir à Copa do Mundo de 1982 como reserva de Batista. Até a convocação final, disputou com Vitor a preferência de Telê Santana, mas nenhum foi convocado para a Copa. 
Jogou na equipe do Parque Antártica de 1982 a 1985, atuando em 199 partidas (79 vitórias, 77 empates, 43 derrotas) e marcou apenas um gol, como consta no Almanaque do Palmeiras, de Celso Dario Unzelte e Mário Sérgio Venditti. 
Esteve próximo de disputar uma final de Brasileirão pelo Botafogo, time pelo qual estreou no dia 31 de agosto de 1980, na derrota contra o Fluminense por 4–0 pelo Campeonato Estadual. Pelo Clube da Estrela Solitária, atuou em 97 partidas e assinalou 2 gols. O volante fez uma boa partida contra o São Paulo, no jogo válido pela semifinal do Brasileirão, de 1981, que ficou marcado pela arbitragem, que foi coagida pelos seguranças do tricolor, favorecendo consequentemente a equipe paulista. O São Paulo passou pelo Fogão e perdeu para o Grêmio, o campeão daquele ano. 
No Botafogo, Rocha atuou com jogadores de renome, como o meia Mendonça e o zagueiro Osmar. No Palmeiras, teve a oportunidade de jogar com o ponta Jorginho e os zagueiros Luís Pereira e Vágner.
No Juventus, foi campeão paulista do Torneio Início de 1986. O clube da Mooca, tinha ainda outros experientes jogadores, entre eles, o goleiro Barbirotto (ex-São Paulo), o zagueiro Juninho (ex-Ponte Preta e Corinthians) e o meia Gatãozinho (ex-São Bento e XV de Piracicaba).

## Morte
Morreu vítima de leucemia.